# Gli immortali (film 1995)
Gli immortali (The Immortals) è un film del 1995 diretto da Brian Grant.

## Trama
Jack, proprietario senza scrupoli di un locale notturno, si allea con un gruppo di piccoli criminali e li organizza in insolite coppie (un uomo di colore e un bianco razzista, un laureato e un ex alunno delle medie, un irascibile truffatore postale e una giovane falsaria femminista), affidandogli l'incarico di compiere piccole rapine.
In realtà lo scopo della banda è di attaccare il gangster Dominic, con cui Jack ha una rivalità personale. Questi capisce cosa succede e va al night club con i suoi uomini. Qui i complici scoprono l'uno dopo l'altro i propri segreti, e si rendono conto che ciascuno è disperato e ha ben pochi motivi per vivere (uno ha un cancro terminale, la ragazza è incinta e senza soldi, uno è senza prospettive di carriera e così via). La sparatoria che segue all'arrivo di Dominic ucciderà quasi tutti gli scagnozzi, lo stesso Dominic e molti dei complici, tranne la falsaria (che i suoi complici stessi fanno uscire dal locale davanti alla polizia spacciandola per ostaggio e riempendole la giacca di soldi), Jack e uno dei complici (un uomo con disabilità mentali, che Jack riesce a portare via nel caos).